# Halicarnassus
Halicarnassus (tiếng Hy Lạp: Ἁλικαρνᾱσσός, Halikarnassos; tiếng Thổ Nhĩ Kỳ: Halikarnas) là một thành phố Hy Lạp cổ đại, hiện nay là thành phố Bodrum của Thổ Nhĩ Kỳ. Nó tọa lạc ở một vị trí rất thuận lợi ở Caria, tren Vịnh Gốm Sứ. Thành phố rất nổi tiếng với khu lăng mộ Mausolus, là nguồn gốc của từ "mausoleum" (lăng mộ), được xây trong những năm 353 - 350 TCN và là một trong bảy kỳ quan của thế giới. Nó trở thành một phần của đế quốc Ba Tư cho đến khi bị Alexander Đại đế vây hãm năm 334 TCN.
Halicarnassus ban đầu đã chiếm một hòn đảo nhỏ gần bờ biển được gọi là Zephyria, nơi mà về sau đã diễn ra trận đánh lớn tại St.Peter của quân Hiệp sĩ đảo Rhodes năm 1404 SCN, nhưng theo thời gian, hòn đảo này đã dần thống nhất với đất liền và thành phố được mở rộng đến tận Salmacis, một thị trấn cổ của Leleges và Carians trước đây.

## Lịch sử

### Lịch sử sớm
Việc thành lập thành phố Halicarnassus hiện đang được nhiều nhà sử học truyền thống bình luận rất khác nhau, nhưng đa số họ đồng ý và cho rằng thành phố này là một thuộc địa của người Dorian. Người ta tìm thấy những tư liệu khắc trên đồng tiền của thành phố cổ, chẳng hạn như người đứng đầu của Medusa, Athena, Poseidon, hoặc cây đinh ba, các sự hỗ trợ từ các thành phố mẹ là Argos và Troezen. Những cư dân ở đây đã xuất hiện và đưa Athes, con của thần Poseidon lên ngôi vua và sáng lập thành phố này. Strabo có đề cập đến sự kiện này, gọi vua với danh hiệu là Antheadae. Tên Carian cho thành phố Halicarnassus đã được xác định với chữ "Alosδkarnosδ".
Vào thời kỳ đầu Halicarnassus đã là một thành viên của tổ chức thị quốc (Hexapolis) của người Dorian, bao gồm Kos, Cnidus, Lindos, Kameiros và Ialysus (một thành phố nhỏ nằm trên đảo Rhodes), nhưng thành phố này sớm bị loại trừ khi một trong những công dân của mình, Agasicles, đã mang về giải thưởng mà ông đã giành được trong trò chơi Triopian và giữ luôn, thay vì cống hiến nó theo phong tục Apollo Triopian. Cuối thế kỷ VI TCN, Caria được thống nhất dưới thời Lygdamis I (520 - 484 TCN). Đầu thế kỷ V TCN, Halicarnassus cường thịnh dưới sự thống trị của Nữ hoàng Artemisia I xứ Caria (480 - 460 TCN)(còn được gọi là Artemisia xứ Halicarnassus), người được xem như vị chỉ huy hải quân tài ba nhất trong trận chiến vịnh Salamis với quân Hy Lạp. Pisindalis, con trai và người kế nhiệm của bà, ít được biết đến, nhưng Lygdamis II, con trai bà kế ngôi trong những năm 460 - 454 TCN, là một kẻ bạo chúa nổi tiếng. Dưới thời ông ta, nhà thơ Panyasis đã bị sát hại và cùng lúc đó Herodotus, nhà sử học người Halicarnassian nổi tiếng nhất, rời bỏ thành phố quê hương của mình (khoảng 454 trước Công nguyên sau khi cùng với người ủng hộ minh tham gia lật đổ Lygdamis II).

### Triều đại Hekatomnid
Hecatomnus trở thành vua đầu tiên của Caria, một phần thuộc địa của Đế chế Ba Tư, cai trị từ 391 - 377 trước Công nguyên và thiết lập triều đại Hekatomnid. Ông có ba người con trai là Mausolus, Idrieus và Pixodarus - tất cả đều lần lượt lên nắm chính quyền Caria và hai con gái, Artemisia và Ada, những người đã kết hôn với 2 anh em là Mausolus và Idrieus.
Mausolus dời đô từ Mylasa đến Halicarnassus. Người dân của ông đã xây dựng thành phố này thành một cảng biển lớn, sử dụng cát làm vữa để làm đê chắn sóng biển ở phía trước của cảng biển này. Trên mặt đất, họ đã mở đường phố, quảng trường, và xây dựng nhà cửa cho người dân ở. Ở một bên của cảng biển, cư dân đã xây dựng cung điện cho Mausolus ở một vị trí mà ông từ đây có thể trông ra biển và đất liền, quan sát kẻ thù từ xa nếu chúng có tấn công thì sẽ bảo vệ. Đồng thời, họ cũng đã xây tường thành rất cao với nhiều tháp canh, một nhà hát theo kiểu Hy Lạp và một đền thờ để thờ Ares - thần chiến tranh người Hy Lạp.
Artemisia và Mausolus đã dành một lượng lớn tiền thuế để tôn tạo thành phố. Họ đã dựng tượng, đền thờ và các tòa nhà lấp lánh bằng đá cẩm thạch. Khi ông qua đời năm 353 trước Công nguyên, em gái, vợ ông và người kế nhiệm, Artemisia II xứ Caria, bắt đầu xây dựng một ngôi mộ tuyệt vời cho anh trai và mình trên một ngọn đồi nhìn xuống thành phố. Bà qua đời năm 351 trước Công nguyên (theo Cicero; Tusculan Disputations 3,31). Theo Pliny "già" thì các thợ thủ công Hy Lạp tiếp tục làm việc trên các ngôi mộ sau cái chết của người bảo trợ của họ, "xem xét rằng đó là cùng một lúc một đài tưởng niệm cho sự nổi tiếng của mình và nghệ thuật của nhà điêu khắc," hoàn thành năm 350 trước Công nguyên. Đây là ngôi mộ của Mausolus đã được biết đến như là Lăng mộ, một trong bảy kỳ quan của thế giới cổ đại.
Sau Artemisia II, người anh trai của bà là Idrieus (351 - 344 TCN) và vợ của ông, Ada đã kế nhiệm rất thành công và tiếp tục hoàn thành khu Lăng mộ mà người tiền nhiệm còn làm dang dở. Về sau Ada bị một người anh trai khác là Pixodarus soán ngôi vào năm 340 trước Công nguyên. Sau cái chết của Pixodarus, người con trai của ông là Orontobates người Ba Tư, đã nhận chức satrapy xứ Caria từ tay vua Darius III của Ba Tư.

### Alexander Đại đế và Ada của Caria
Khi Alexander Đại đế tiến vào Caria trong 334 TCN, mặc dù các satrapy của Ba Tư là Orontobates và Memmon xứ Rhodes ra sức chống lại, nhưng Ada II, con gái của Pixadorus và là người sở hữu thành quốc trên đã vì ngôi vua mà đầu hàng. Sau khi chiếm lấy Halicarnassus, Alexander đã trao lại chính quyền của Caria cho Ada, đến lượt mình, Ada chính thức thông qua Alexander như là chồng của mình, bà tuyên bố một cách đảm bảo rằng các quy tắc kế ngôi của Caria sẽ được thông qua vô điều kiện cho ông sau cái chết của bà. Trong cuộc bao vây của Halicarnassus, thành phố đã bị phá hủy do cuộc rút lui của người Ba Tư. Và ông đã không thể vào thành, Alexander đã bị buộc phải phong tỏa thành phố này. Các di tích này thành và hào nước bây giờ là một điểm thu hút khách du lịch ở Bodrum.

### Lịch sử muộn
Sau khi đế quốc Alexander tan rã, vùng đất này rơi vào tay của Ptolemaios, một vị tướng tài của Alexander. Một tài liệu thời đó viết rằng, người dân ở nơi này đã xây dựng một sân vận động thể thao cho Ptolemaios. Halicarnassus không bao giờ hồi phục hoàn toàn từ những thảm họa của cuộc bao vây, và Cicero mô tả nó như là gần như bỏ hoang. Một nghệ sĩ theo phong cách Baroc là Johann Elias Ridinger đã mô tả một số giai đoạn của cuộc bao vây và các nơi trong một tác phẩm khắc đồng rất lớn, thế nhưng chỉ có hai tác phẩm tồn tại đến ngày nay thể hiện được toàn bộ thời kỳ Alexander xâm chiếm thành phố này.
Các vị vua của Halicarnassus:
1. Nomion
2. Amisodarus (thế kỷ XII TCN), chết trong trận chiến thành Troy (1193 - 1183 TCN)
3. Atymnius
4. Miletus
5. Kaunos (thế kỷ X TCN)
6. Kar
7. Lydus
8. Mysus
9. Harpagus (546 - ? TCN)
10. Lygdamis I (500 - 490 TCN)
11. Knidos (490 - 480 TCN)
12. Artemisia I (480 - 465 TCN)
13. Lygdamis II (465 - 454 TCN)
14. Tissaphernes (413 - 395 TCN)

- Triều đại Hekatomnid

1. Hecatomnus (395 - 377 TCN)
2. Mausolus (377 – 353 TCN)
3. Artermisia II (353 - 351 TCN)
4. Idrieus (351 - 344 TCN)
5. Ada I (344 - 340 TCN)
6. Pixodarus (340 - 335 TCN)
7. Orontobates (335 - 334 TCN)
8. Ada II (335 - 334 TCN)
9. Alexander (334 - 323 TCN)
10. Asander (323 - 320 TCN)
11. Antigonus (320 - 301 TCN)
12. Lysimachos (301 - 281 TCN)

## Những ghi chép của khảo cổ học và sự phục hồi
Các phế tích thành phố hiện nay đã chiếm một phần lớn diện tích thành phố Bodrum. Các phế tích bức tường thành cổ xưa còn tồn tai ở gần nhà người dân, vị trí các ngôi đền, các công trình công cộng được bảo vệ một cách chắc chắn. Các di tích của khu Lăng mộ ngày xưa đã được phục hồi rất đáng kể vào năm 1857 bởi Charles Newton, và đã dần hoàn thiện. Việc phục dựng bao gồm 5 phần - tầng hầm hoặc bục cao, một pteron hoặc một số bộ phận (gọi là lớp vỏ bọc) để che chắn các cột trụ, một kim tự tháp, một cái bệ và một nhóm chiến xa có diện tích 114 feet 92, được gia cố lại bằng đá xanh, đá cẩm thạch hoặc chạm khắc bằng sừng bò(?). Quanh chân thành, các nhà khảo cố bắt đầu xử lý các tượng. Pteron bao gồm (theo Pliny) có 36 cột Ionic được sắp xếp trật tự, kèm theo một cena vuông. Giữa các cột có thể dựng lên một bức tượng. Trong lúc phục hồi, người ta đã khai quật tiếp và phát hiện nhiều phù điêu chiến binh Hy Lạp và Amazon. Ngoài ra, người ta cũng tìm thấy nhiều mảnh gốm vỡ có khắc về đời sống của các loài động vật, các kỵ binh, có thể chúng thuộc kiểu nghệ thuật điêu khắc pedimental. Phía trên pteron có kim tự tháp, tiến lên 24 bậc thang thì đến một đỉnh hoặc bệ của thành.
Trên đỉnh thành, người ta phát hiện một cỗ chiến xa của Mausolus và các người đanh chiến xa, cùng với bức tượng của ông. Bức tượng của Mausolus cao 9,9 feet(?) (hiện đặt ở Bảo tàng Anh), mà phần chân tóc không rơi xuống trán, tóc rất dày ở mỗi bên khuôn mặt và xuống gần đến vai, râu rất ngắn và có vẻ gần gũi, khuôn mặt vuông vắn (hình chữ điền) và lớn, mắt nằm rất sâu dưới lông mày và nhô ra, miệng thì có vẻ như đang suy nghĩ điềm tĩnh để giải quyết vấn đề. Tất cả mọi phục hồi đó được thực hiện bởi Pullan và Newton, và có nhiều lỗi nhỏ xảy không đáng kể. Một kiến trúc sư thời ấy là Oldfield, mặc dù rất ưa thích sự nhẹ nhàng của nó (khu Lăng như "lơ lửng trong không trung"), phần còn lại đã được những người kế sau đó phục hồi hoàn chỉnh. Vào năm 1900, một kiến trúc sư kỳ cựu người Đức, F. Adlers đã công bộ một tác phẩm nói về công trình kiến trúc cổ xứ này.